# Губка Боб в бегах
«Гу́бка Боб в бега́х» (англ. The SpongeBob Movie: Sponge on the Run) — американская приключенческая комедия, созданная по мотивам мультсериала «Губка Боб Квадратные Штаны» режиссёра Тима Хилла. Фильм совмещает игру живых актёров и компьютерную анимацию. В Канаде фильм вышел в прокат 14 августа 2020 года, а в США мультфильм был выпущен 4 марта 2021 года на стриминговом видеосервисе Paramount+; 5 ноября 2020 года фильм вышел на Netflix. Мультфильм посвящён памяти Стивена Хилленберга, создателя Губки Боба, умершего в ходе производства фильма в 2018 году.

## Сюжет
Фильм начинается с представления подводного города Бикини-Боттом и главных героев. Ранним утром Гэри будит своего хозяина, Губку Боба, после чего тот спешит крикнуть Патрику «Доброе утро». Друзья обмениваются криками, к раздражению их соседа Сквидварда, после чего Губка Боб идёт завтракать вместе с Гэри, попутно показывая счастливую повседневность Боба и Гэри, а затем спешит на работу в «Красти Краб», оставляя Гэри грустным и одиноким. В «Красти Крабе» Губка Боб по прибытии непреднамеренно раздражает Сквидварда своими проделками. Мистер Крабс выходит из офиса и приказывает Бобу открыть ресторан, подняв флаги с вывеской и развернув дымовые трубы. В это же время в «Помойном ведре» Планктон строит ещё один злой план, чтобы получить секретную формулу крабсбургера, но Карен перебивает его и напоминает ему о его «стене неудач», которая представляет собой огромную стену, заполненную фотографиями неудач Планктона. Этим она убеждает Планктона, что истинная причина всех его неудач — Губка Боб. Однако Планктон лишь игнорирует её и продолжает работать над своим планом…
В «Красти Крабе» Губка Боб занят приготовлением и подачей крабсбургеров, и в это время в ресторан заходит Сэнди со своим новым изобретением — роботом-менеджером по имени Отто. Она показывает робота мистеру Крабсу, и он решает принять его из-за бесчувственности. Однако, как только Отто начинает получать контроль над офисом Крабса и разбрасываться в краба словами «Ты уволен!», Юджин не выдерживает и выбрасывает робота в мусорный бак Планктона, после чего Карен решает забрать Отто к себе, считая его симпатичным.
Ночью в «Красти Крабе» мистер Крабс перед уходом говорит Губке Бобу, чтобы он убрался в ресторане, что он и делает. Боб по завершении уборки выходит из кухни, и камера приближается к банке солёных огурцов, в которой спрятался Планктон, готовящийся украсть формулу. Он использует гигантский механический коготь, чтобы снять крышку с крабсбургера. Он успешно снимает её, берёт кусочек мяса и кладёт в анализатор, который распечатывает секретную формулу. Однако Губка Боб возвращается на кухню в поисках ключей, в ходе чего формула вылетает из рук Планктона и погоня за ней заканчиваются для Шелдона измельчением и падением во фритюрницу (в ходе чего, вполне вероятно, листок с формулой уничтожается) — в этот момент он осознаёт, что Губка Боб в действительности является настоящей причиной всех его неудач в попытке завладеть формулой крабсбургера.
Тем временем, в затерянном городе Атлантида-Сити его правитель Посейдон жалуется на морщинки под глазами, после чего просит Канцлера принести ему улитку, у которой царь использует её слизь в качестве крема для лица. В этот момент он внезапно обнаруживает, что у улитки закончилась слизь, после чего он приказывает немедленно принести ему другую улитку, но Канцлер говорит Посейдону, что у них закончились улитки, что приводит к тому, что он пишет королевский указ о предоставлении новой улитки Посейдону. Планктон читает данный указ, после чего ему приходит в голову идея похитить Гэри и отправить Губку Боба на рискованную миссию по возвращению своего питомца, тем самым навсегда избавившись от своего источника неудач.
На следующее утро Губка Боб приходит домой с работы и приветствует Гэри, но никакого отклика не получает. Боб начинает искать питомца и понимает, что Гэри пропал; он расклеивает плакаты по всему городу и в слезах вспоминает, как он в детстве впервые встретил Гэри в летнем лагере «Коралл». В дом Губки Боба прибегает Патрик, который говорит расстроенному другу, что он нашёл один из плакатов с потерявшимся Гэри. Патрик находит упомянутый ранее королевский указ, отсылающий к тому, что Гэри был похищен и доставлен в затерянный город Атлантида-Сити, которым правит тиран Посейдон. Однако Губка Боб не решается на спасение, ссылаясь на свою неуверенность, но Патрик тут же подбадривает его и говорит, что отправится вместе с ним. Губка Боб и Патрик готовы отправиться спасать Гэри, но для этого им, как ни странно, понадобится машина. К счастью, Планктон (как часть его плана) предоставляет Губке Бобу и Патрику бесплатный катер с Отто в качестве водителя, после чего герои отправляются на опасную миссию по спасению Гэри. В это же время мистер Крабс и Сквидвард не справляются с одичавшей толпой клиентов, после осознания того, что Губка Боб пропал.
Губка Боб и Патрик, находящиеся во сне, прибывают в Ущелье покойников, дикозападный городок, где встречают перекати-поле по имени Мудрец, который становится наставником героев и даёт Губке Бобу «монету смелости», которая должна ему дать уверенность в себе, необходимую в их поездке. Им двоим поручается задание, которое состоит в том, чтобы освободить души кровожадных ковбоев-пиратов-зомби из салуна «Инферно». После музыкального номера зомби в салун прибывает их лидер Эль Диабло, который захватывает Губку Боба и Патрика. Эль Диабло намеревается убить друзей ножом, но те непреднамеренно открывают шторы, позволяя солнечному свету убить Эль Диабло, тем самым освобождая души зомби из салуна, как сказал им Мудрец. Однако Эль Диабло возрождается в виде дымчатого монстра и снова пытается поймать Губку Боба и Патрика, но терпит поражение. Вскоре друзья просыпаются от сна и видят Мудреца на переднем сиденье катера, который говорит им заглянуть в Окно темвременья, волшебное устройство, которое позволяет им наблюдать за тем, что происходит в королевстве Посейдона. Видя, что царь использует Гэри в качестве крема для лица, Губка Боб и Патрик в ужасе скорее спешат в Атлантиду-Сити. Тем временем, в опустевший «Красти Краб» приходит Планктон и говорит расстроенному мистера Крабсу, чтобы он дал ему секретную формулу. Крабс без колебаний достаёт крошечную формулу из своего пояса и передает её Планктону, который сначала счастливо принимает её, но потом чувствует себя опустошённым и расстроенным, видя Крабса таким подавленным.
Губка Боб и Патрик, наконец, прибывают в затерянный город Атлантида-Сити, где Мудрец советует друзьям не рассредотачиваться, но на входе они тут же теряют сосредоточение на своей цели. Губка Боб и Патрик начинают во всю развлекаться в городе — кататься на американских горках, есть кучу еды и играть в азартные игры; всё это приводит к тому, что они на утро просыпаются будучи сбитыми с толку. Когда друзья приходят в себя, они получают выговор от Мудреца и спешат во дворец Посейдона, где их принимают за артистов на шоу талантов. В ходе их номера Губка Боб видит Гэри и пытается вернуть его домой, но Посейдон не позволяет этого сделать и приказывает стражникам арестовать Губку Боба с Патриком.
Тем временем, в Бикини-Боттом Сэнди, катающаяся на механических ракетных санях, прибывает в ананас Губки Боба, где видит, что он пропал, после чего бежит в «Красти Краб» и начинает обвинять мистера Крабса и Сквидварда в исчезновении Губки Боба, которые объясняют, что они не виновны. В этот момент по телевизору ресторана показывается новость о том, что в Атлантиде-Сити Губка Боб и Патрик были арестованы за «покушение на королевскую улитку» и готовятся к казни. Видя это, Сквидвард, мистер Крабс, Сэнди и присоединившийся из чувства вины Планктон отправляются на бургеромобиле в затерянный город, чтобы спасти друзей. В это время, в подземелье Посейдона Губка Боб узнаёт, что потерял свою «монету смелости», данную ему Мудрецом, поставив её на деньги во время игры в покер. Из-за потери монеты друзья ссорятся и затем отправляется на свою казнь. В последний момент прибывают Сквидвард, Сэнди, мистер Крабс и Планктон, которые начинают объяснять, почему Губка Боб не должен быть казнён, ссылаясь на их детские воспоминания со времён лагеря. По воспоминаниям Сэнди: маленький Губка Боб во время своего знакомства с Сэнди задаётся вопросом, почему она носит свой скафандр, на что белка отвечает ему с научной точки зрения. Когда Боб спрашивает, является ли она учёным, Сэнди с грустью отрицает это. Губка Боб уверяет её, что она может стать кем угодно; Сэнди быстро убеждается Бобом, что она действительно может быть учёным, если захочет. По воспоминаниям Патрика: Губка Боб нашёл одинокого плачущего Патрика и спрашивает, что случилось, на что Патрик отвечает, что хочет домой и что у нет друзей, поэтому Боб решил сдружиться с одинокой морской звездой. По воспоминаниям Сквидварда: Сквидвард очень хотел выиграть в шоу талантов лагеря «Коралл», и когда выступление Губки Боба и Патрика впечатляет толпу и они выигрывают в конкурсе, Сквидвард со слезами бросает кларнет и бежит в свой домик. Ночью Губка Боб и Патрик заходят к нему и говорят, что «произошла ошибка», и на самом деле в шоу талантов выиграл Сквидвард, после чего отдают ему награду. После этих воспоминаний мистер Крабс произносит речь о том, как Губка Боб вдохновил его открыть «Красти Краб» и, что на самом деле Губка Боб является секретной формулой крабсбургера, после чего герои исполняют музыкальный номер, в ходе которого Губка Боб добирается до Гэри и заменяет его на деревянную имитацию. Герои выходят из зала, после чего Посейдон раскрывает их и посылает стражников поймать их.
После захватывающей сцены погони банда прячется в рыцарских доспехах, ведущих к интенсивной кульминации со стражниками, сражающимися с контролируемыми доспехами. Герои выбегают из дворца, но окружаются Посейдоном и стражниками. Греческий Бог, которому понравилось выступление банды, решается отпустить их только в том случае, если они вернут Гэри. Боб расстраивается предложением, но появляется Мудрец, который говорит, что смелость, необходимая ему для противостояния с Посейдоном, находится внутри него. Поняв это, Губка бросает вызов Посейдону и говорит ему, что слишком сильно любит Гэри, чтобы отдать его, на что Посейдон готовится убить героев. В ходе своей речи Боб упоминает, что у царя нет верных друзей, таких как у него. Посейдон сначала смеётся над этим, но после того, как проверил на дружбу всех в своём королевстве, он приходит к печальному выводу о том, что у него нет друзей. Губка Боб говорит расстроенному Посейдону, что он с радостью будет его другом, если тот не заберёт Гэри, но Посейдон говорит, что без улитки он останется некрасивым. Губка Боб в ответ объясняет, что внешность не имеет значения — важно то, что внутри. После таких слов Посейдон снимает с себя парик, зажим для шеи, пояс и зубные протезы, после чего царь понимает насколько свободным он себя чувствует. Он хвалит Губку Боба за то, что у него хватило смелости противостоять королю и отпускает Гэри и всех улиток, которых он ранее похитил, после чего Боб решился превратить Бикини-Боттом в убежище для морских улиток.
Фильм заканчивается посвящением памяти покойному создателю Губки Боба, Стивену Хилленбергу.

## Создатели фильма

### В ролях
| Актёр               | Роль                                    |
| ------------------- | --------------------------------------- |
| Том Кенни           | Губка Боб Квадратные Штаны, улитка Гэри |
| Билл Фагербакки     | Патрик Стар                             |
| Роджер Бампасс      | Сквидвард Тентаклс                      |
| Клэнси Браун        | Юджин Крабс                             |
| Кэролин Лоуренс     | Сэнди Чикс                              |
| Мистер Лоуренс      | Шелдон Планктон                         |
| Джилл Тэлли         | Карен Планктон                          |
| Мэри Джо Кэтлетт    | Миссис Пафф                             |
| Мэтт Берри          | Посейдон                                |
| Киану Ривз          | Мудрец                                  |
| Аквафина            | Отто                                    |
| Реджи Уоттс         | Канцлер Посейдона                       |
| Snoop Dogg          | игрок                                   |
| Дэнни Трехо         | Эль Диабло                              |
| Тиффани Хэддиш      | Тиффани Хэддок                          |
| Антонио Рауль Корбо | маленький Губка Боб Квадратные Штаны    |
| Джек Гор            | маленький Патрик Стар                   |
| Джейсон Мейбаум     | маленький Сквидвард Тентаклс            |
| Пресли Уильямс      | маленькая Сэнди Чикс                    |
| Ди Брэдли Бейкер    | Окунёк Перкинс                          |
| Рик Паскуалоне      | дилер                                   |
| Вероника Алисино    | крупье / зомби                          |
| Тим Хилл            | рассказчик                              |
| Кирк Бэйли          | второстепенные персонажи                |

### Съёмочная группа
| Режиссёр                     | Тим Хилл                                                                                 |
| Сценарист                    | Тим Хилл                                                                                 |
| Сюжет                        | Тим Хилл, Джонатан Айбел, Гленн Бергер                                                   |
| Продюсер                     | Райан Харрис                                                                             |
| Исполнительный продюсер      | Стивен Хилленберг                                                                        |
| Композиторы                  | Ханс Циммер, Стив Маццаро                                                                |
| Оператор                     | Питер Лайонс Коллистер                                                                   |
| Художник-постановщик         | Крис Спеллман                                                                            |
| Арт-директоры                | Сью Мондт, Рэйчел Тип-Дэниелс                                                            |
| Художник по костюмам         | Шона Трэпик                                                                              |
| Монтаж                       | Майкл Эндрюс                                                                             |
| Главные аниматоры            | Фрэнк Вайсс, Жак Деигл, Эндрю Овертум, Джон Кларк                                        |
| Главные раскадровщики        | Аарон Спрингер, Марк О’Хэр                                                               |
| Художники раскадровки        | Зеус Цервас, Чак Клейн, Кенни Питтенгер, Шарлотта Джексон, Джейсон Райхер, Крис Реккарди |
| Дополнительные раскадровщики | Фред Осмонд, Джон Трэббик, Брайан Моранте, Джош Энгель, Джон Зинман                      |
| Подбор актёров               | Джозеф Миддлтон, Моника Миккелсен                                                        |
| Хореограф                    | Мия Майклс                                                                               |
| Декоратор                    | Эрин Файт                                                                                |

## Производство
В феврале 2015 года в интервью, посвящённому финансовому успеху предыдущего фильма «Губка Боб в 3D», Меган Коллисон, президент по всемирной дистрибуции и маркетингу «Paramount», заявила, что идея третьего фильма про Губку Боба — «хорошая ставка». В другом интервью, вице-председатель «Paramount», Роб Мур, сказал: «Надеюсь, что для создания нового фильма не потребуется 10 лет». В этом же году в твите от «Viacom», было объявлено, что «Paramount Pictures» будет разрабатывать продолжение таких франшиз, как «Война Миров Z», «Джек Ричер» и в том числе новый третий фильм про Губку Боба.
В августе 2015 года в Твиттере Винсента Уоллера было подтверждено, что фильм находится на стадии пред-производства — Пол Тиббит будет его режиссировать, Кайл Маккалох примет участие в сценарии. Однако в апреле 2018 года было объявлено, что Тим Хилл, бывший сценарист и разработчик Губки Боба, будет режиссёром фильма вместо Тиббита, который в то время уже покинул проект. Уоллер также сообщил, что съёмочная группа, работающая над мультсериалом, не будет работать над фильмом — это позволит одновременно работать и над мультсериалом, и над фильмом.
В ноябре 2015 года Винсент Уоллер заявил в Твиттере, что компьютерная анимация и традиционная рисованная анимация были приняты во внимание на ранних стадиях производства фильма; в 2018 году было подтверждено, что фильм будет полностью выполнен в 3D-графике.
28 марта 2017 года «Yahoo! Movies» сообщили в своём Твиттере, что фильму присвоено рабочее название «The SpongeBob Movie» (с англ. — «Губка Боб: Фильм»), а дата выхода была намечена на 2 августа 2019 года.
В конце апреля 2018 года фильм получил новое название — «The SpongeBob Movie: It’s a Wonderful Sponge» (с англ. — «Эта прекрасная губка»). Также стало известно, что помимо самого Тима Хилла сценарием займутся Джонатан Эйбел и Гленн Бергер. Том Кенни, Билл Фагербакки, Роджер Бампасс, Клэнси Браун, мистер Лоуренс, Джилл Тэлли, Кэролин Лоуренс, Мэри Джо Кэтлетт и Лори Алан повторят свои роли. В мае 2018 года Винсент Уоллер сообщил об участии в фильме Аарона Спрингера и Зеуса Церваса над раскадровкой. В октябре 2018 года на конференции «VIEW» в Турине (Италия) Мирей Сория, президент «Paramount Animation», раскрыла сюжет фильма; Ханс Циммер был объявлен композитором фильма, а над анимацией фильма работают французское и канадское подразделения студии «Mikros Image».
22 января 2019 года было подтверждено начало съёмок фильма.
12 июня 2019 года стало известно, что Аквафина и Реджи Уоттс появятся в качестве приглашенных актёров, Синди Лопер, Роб Хайман и Али Теодор будут работать над песнями для фильма, Райан Харрис будет продюсером фильма, а Мия Майклс — хореографом. На следующий день Snoop Dogg на ток-шоу «Джимми Киммел в прямом эфире» упомянул о своём участии в фильме. 12 ноября 2019 года фильм был переименован с «The SpongeBob Movie: It’s a Wonderful Sponge» на «The SpongeBob Movie: Sponge on the Run» (рус. Губка Боб в бегах).

## Релиз
2 февраля 2019 года было объявлено, что дата выхода мультфильма перенесена на 22 мая 2020 года.
2 апреля 2020 года было объявлено о том, что дата выхода фильма в США была перенесена на 31 июля 2020 года (в России на 6 августа 2020 года) из-за пандемии коронавируса. 14 апреля 2020 года дата выхода фильма была в очередной раз перенесена на 7 августа 2020, заставив фильм «Бесконечность» перейти на другую дату.
22 июня 2020 года было объявлено, что показ фильма в кинотеатрах США отменён, и что вместо этого он будет показан в премиум цифровом формате на стриминговом видеосервисе «CBS All Access» в начале 2021 года. Позже 15 июля 2020 года «Paramount Pictures» продала права на прокат фильма в других странах хостингу «Netflix», не считая США, Канаду и Китай. В ходе сделок c «CBS All Access» и «Netflix» у «Paramount Pictures» окупился весь бюджет фильма.
30 июля 2020 года было объявлено, что мультфильм выйдет в кинотеатрах Канады 14 августа 2020 года. 21 августа 2020 года было объявлено о том, что «Netflix» планирует показать фильм 5 ноября 2020 года.
18 декабря 2020 года было объявлено, что мультфильм будет выпущен в США в феврале 2021 года. Позже выход был перенесён на 4 марта 2021 года, в дату ребрендинга «CBS All Access» в «Paramount+». Помимо данного видеосервиса мультфильм также стал доступен на «Apple TV», «Prime Video», «Vudu» и других цифровых платформах.
Мультфильм был также выпущен на DVD и Blu-ray 2 февраля 2021 года, исключительно в Канаде.

## Отзывы критиков
Мультфильм получил в целом положительные отзывы от критиков, которые высоко оценили анимацию, юмор, саундтрек, актёрский состав и лояльность к оригинальному мультсериалу, хотя другая часть критиковала простоту сюжета и некоторые сюжетные дыры. На сайте-агрегаторе рецензий Rotten Tomatoes фильм имеет рейтинг одобрения 69%, со средним рейтингом 6,1/10. На сайте Metacritic фильм имеет балл 65 из 100, основанный на 20 отзывах критиков.
Апарита Бхандари из «The Globe and Mail» дала фильму 1,5 из 4 звёзд, сказав: «Я полностью понимаю, если последний спин-офф по данному фильму привлечёт давних поклонников и новых зрителей, достаточно смелых, чтобы отважиться войти в кинотеатр в эту пятницу… Однако для меня и моих двух детей (8 и 10 лет) это погружение в глубокое море не было таким захватывающим, как мы надеялись».
В своём обзоре для «CTV News», Ричард Краус дал 3,5 звезды и написал: «Фильм „Губка Боб в бегах“ приносит с собой обычную анархию, внутренние шутки и неожиданные камео знаменитостей, но в его маленьком осмотическом сердце есть Губка Боб, персонаж, который принадлежит к тому же роду артистов, что и Супи Сейлс, Стэн Лорел и Пол Рубенс».
Дэвид Эрлих в своём обзоре для «IndieWire» дал фильму оценку «B–» и сказал: «Даже самые слабые биты обходятся хорошими вибрациями и мета-умом (Киану Ривз стал чем-то вроде человеческого мема в последние годы, но „Губка Боб в бегах“ доит бренд актёра для ряда сплошного смеха), а анимация достаточно детализирована и изобретательна, чтобы весь фильм был пропитан безумной энергией Губки Боба». Дэвид Руни из «The Hollywood Reporter» назвал фильм «быстрым, весёлым и безумным» и добавил: «Технологическая перестройка от 2D не уменьшает ярких личностей анимации персонажей, а добавляет ещё более забавный аспект к сюрреалистическому фону. Более захватывающий, если хотите, даже если его эпизодическое действие не получает призов за предмет повествования».

## Будущее
24 августа 2021 года во время видеоинтервью, в ходе обсуждения новых фильмов студии президент Nickelodeon Брайан Роббинс упомянул, что «новый Губка Боб [находится] еще в разработке». Новый другой кинотеатральный фильм о Губке Бобе был официально анонсирован в феврале 2022 года.